# Anticoagulante

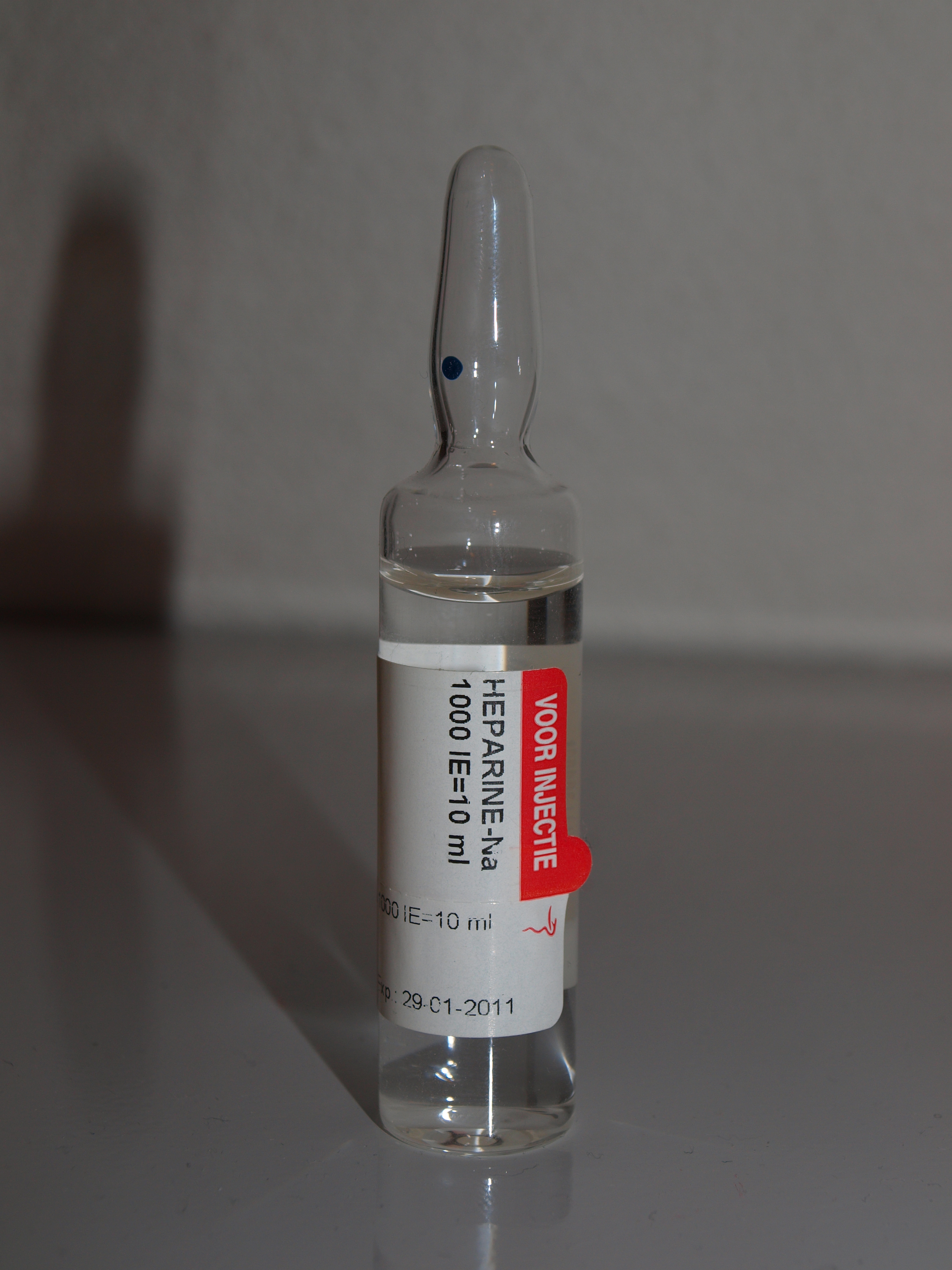
Heparina.

En medicina y farmacia, un anticoagulante es una sustancia endógena o exógena que interfiere o inhibe la coagulación de la sangre, creando un estado antitrombótico o prohemorrágico. Se distinguen sustancias endógenas, producidas por el propio organismo y sustancias exógenas (fármacos):

## Anticoagulantes endógenos
- Antitrombina
- Anticoagulante lúpico
- Proteína C
- Trombomodulina
- Inhibidores de factores de coagulación de las paraproteínas

## Fármacos anticoagulantes

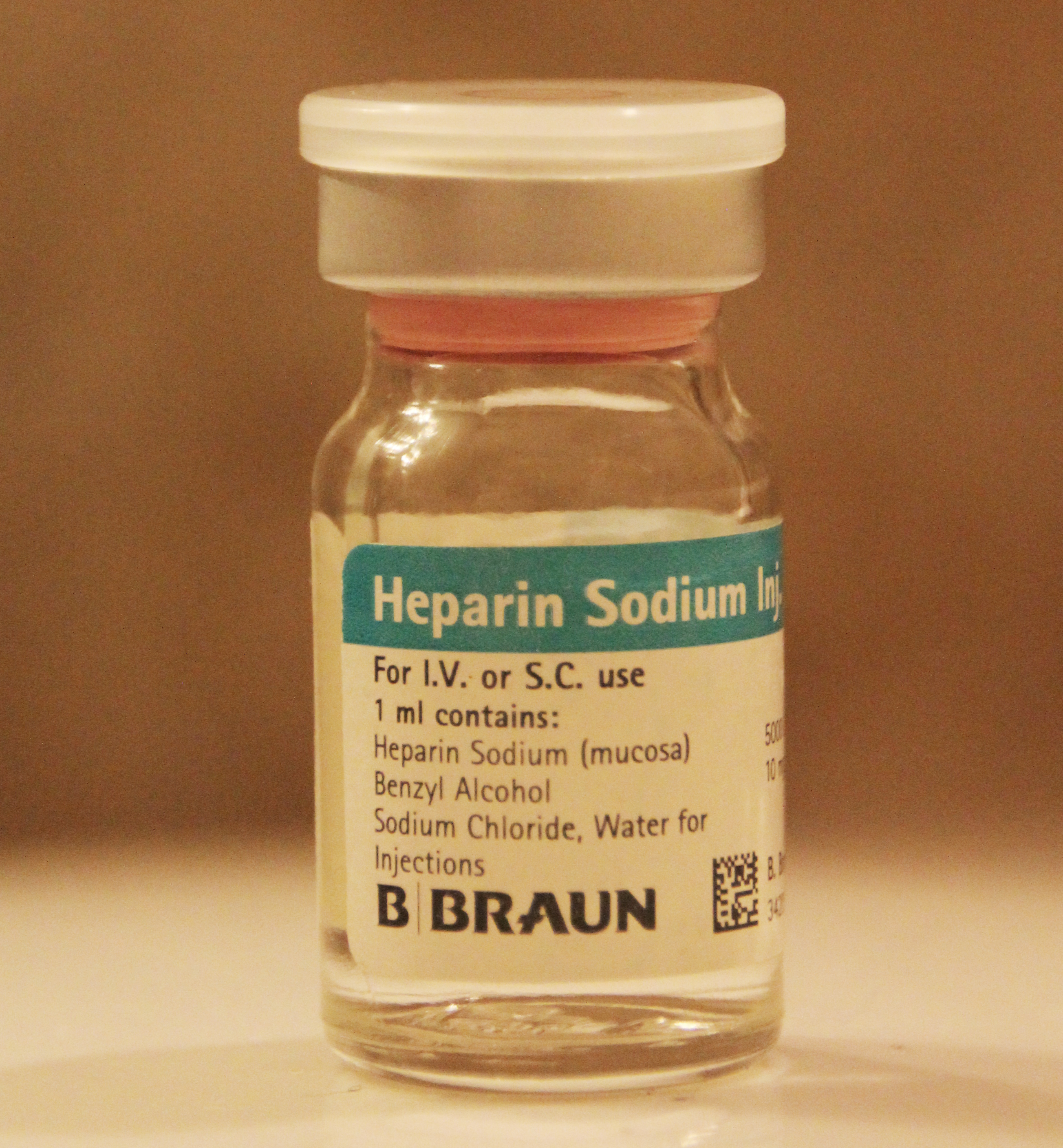
Una muestra de heparina sódica inyectable.

### Heparina no fraccionada
La Heparina acelera la acción de la antitrombina III e inactiva el factor Xa de la cascada de coagulación. Se administra de forma intravenosa o subcutánea. Requiere monitorización del tiempo de tromboplastina parcial activada (TTPA). Su acción se revierte con sulfato de protamina.

### Heparinas de bajo peso molecular
Las heparinas de bajo peso molecular (Low Molecular Weight Heparin, LMWH, en inglés) potencian la acción anti-factor Xa de la antitrombina. Se administran de forma subcutánea y tienen una vida media más larga. No precisan control analítico para ajustar las dosis terapéuticas.
Ejemplos: enoxaparina, dalteparina, tinzaparina, bemiparina, nadroparina.

### Inhibidores selectivos del factor Xa
Fármacos como fondaparinux, rivaroxabán y apixabán.

### Anticoagulantes orales

#### Inhibidores de la vitamina K:cumarinas
Son fármacos como el acenocumarol o la warfarina. Inhiben la síntesis hepática de los factores de coagulación dependientes de vitamina K. Están contraindicados en el embarazo por producir efectos teratogénicos. Requieren monitorización del tiempo de protrombina, expresado en forma de INR.

#### Inhibidores directos de trombina
Uno de ellos es el dabigatrán, que inhibe forma directa y reversible a la trombina, eliminación vía renal. Tiene una vida media de 14 horas, su actividad anticoagulante es predecible y no necesita monitorización. No se metaboliza por las isoenzimas del citocromo P450, teniendo escasas interacciones farmacológicas.
Otros fármacos de este grupo: deshirudina, lepirudina, argatrobán.

#### Inhibidores directos del factor Xa
Este grupo en la actualidad recoge los siguientes anticoagulantes rivaroxabán, apixabán y edoxabán.
Los tres actúan uniéndose al centro activo del factor Xa y lo inhiben de manera reversible y competitiva. Su efecto es predecible y no hay que monitorizarlos, tienen escasas interacciones farmacológicas, vida media corta y un mejor perfil riesgo/beneficio que los antagonistas de la vitamina K. Se eliminan vía renal y por heces.
Los inhibidores directos de la trombina y del factor Xa, se denominan en su conjunto anticoagulantes orales directos (ACODs) o nuevos anticoagulantes orales (NACOS) y constituyen una alternativa para la prevención de ictus y otros fenómenos tromboembólicos en pacientes con fibrilación auricular no valvular (FANV).
Su uso adecuado sigue siendo un reto en la práctica diaria, lo cual ha dado lugar a la publicación de diversas guías sobre la anticoagulación en general y los ACODs en particular. De forma reciente se ha publicado un artículo que podemos considerar como la última actualización de la European Heart Rhythm Association (EHRA) sobre la utilización de ACODs en pacientes con FANV.

### Utilidad clínica
Se usan en la prevención secundaria de Trombosis venosa profunda (TVP) y Tromboembolismo pulmonar (TEP), con una duración del tratamiento mínima de 3 meses. También en la fibrilación auricular, prótesis valvular mecánica, profilaxis de las trombosis de repetición, trombofilias, etc. Los valores terapéuticos de INR para la prevención de TVP y TEP son de 2 a 3.